# 大清宝钞

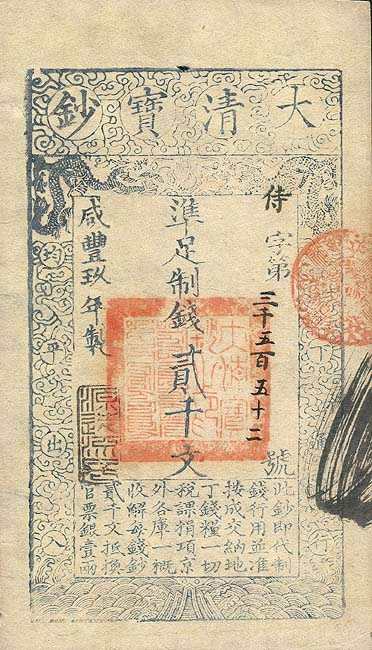
大清宝钞

大清宝钞，是清朝咸丰三年（1853年）由清朝官方发行的纸币。以制錢為單位，面額從250文到50千文、100千文不等。上端有「大清寶鈔」漢文，中間印著制錢文數，花紋字畫用藍色印刷。
同时发行的还有户部官票。